# Tipula wolfi
Tipula wolfi är en tvåvingeart som beskrevs av Mannheims 1954. Tipula wolfi ingår i släktet Tipula och familjen storharkrankar. Inga underarter finns listade i Catalogue of Life.